# 더미 페이로드

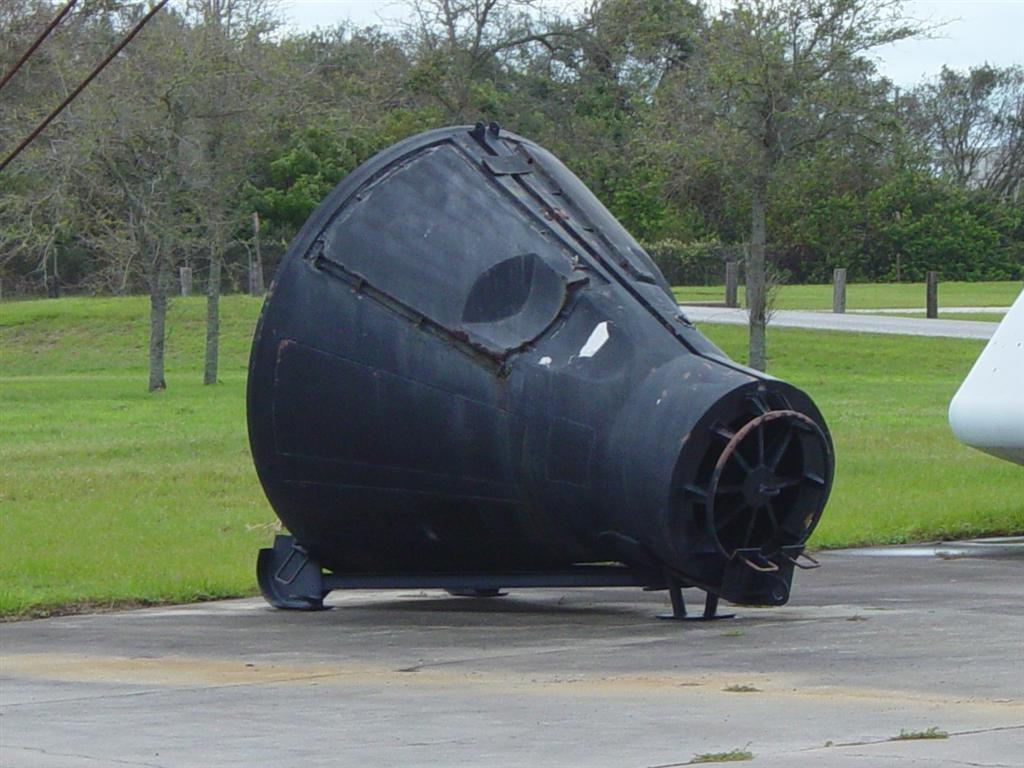
제미니 계획 때 사용된 더미 페이로드

더미 페이로드는 실제로 우주에 올라가서 작동하는 인공위성이 아닌 로켓 발사 능력 등의 시험에 사용하는 페이로드로 우주로 올라가서 작동하지 않는 페이로드를 말한다. 보통 로켓 시험에 많이 사용하지만 중요한 발사체를 발사하기 전에 시험해 보는 용도로도 사용된다. 또한 승무원을 훈련시키는데 사용하기도 한다. 이런 더미를 사용하는 이유는 돈을 적게 사용할 뿐더러 개발하는 인공위성과 비슷한 더미 페이로드를 먼저 발사해보면 문제점 등을 미리 알고 대비할 수 있기 때문이다. 작동만 하지 않고 모양, 크기, 무게 등은 거의 비슷하다.

## 사진

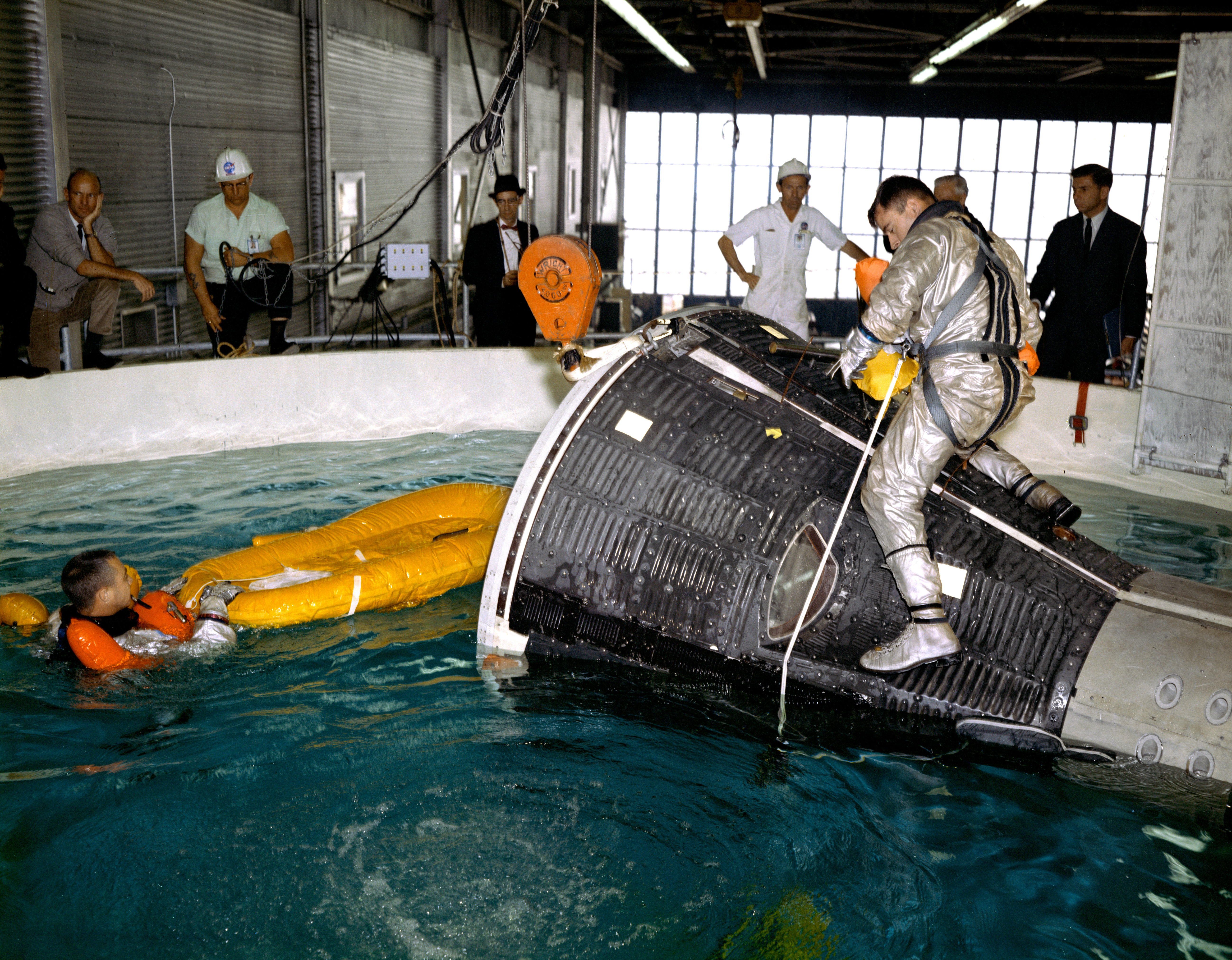
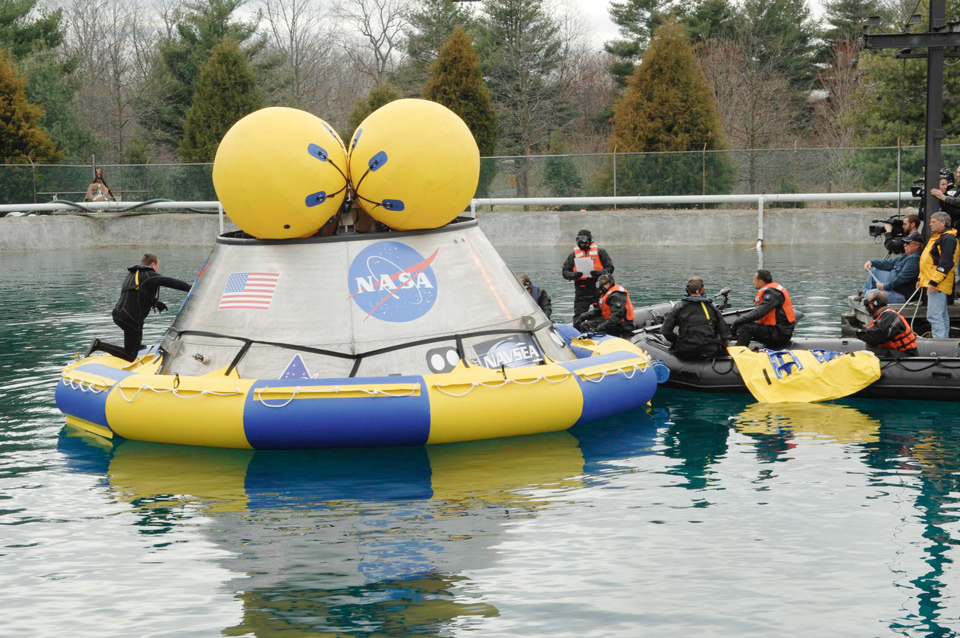
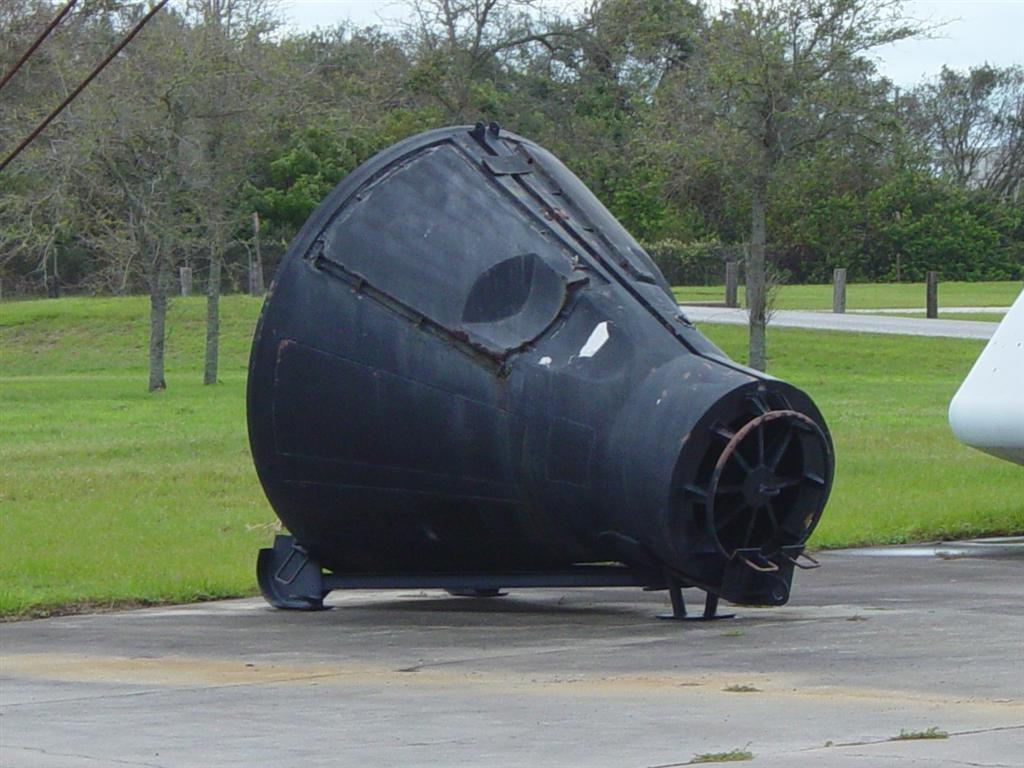
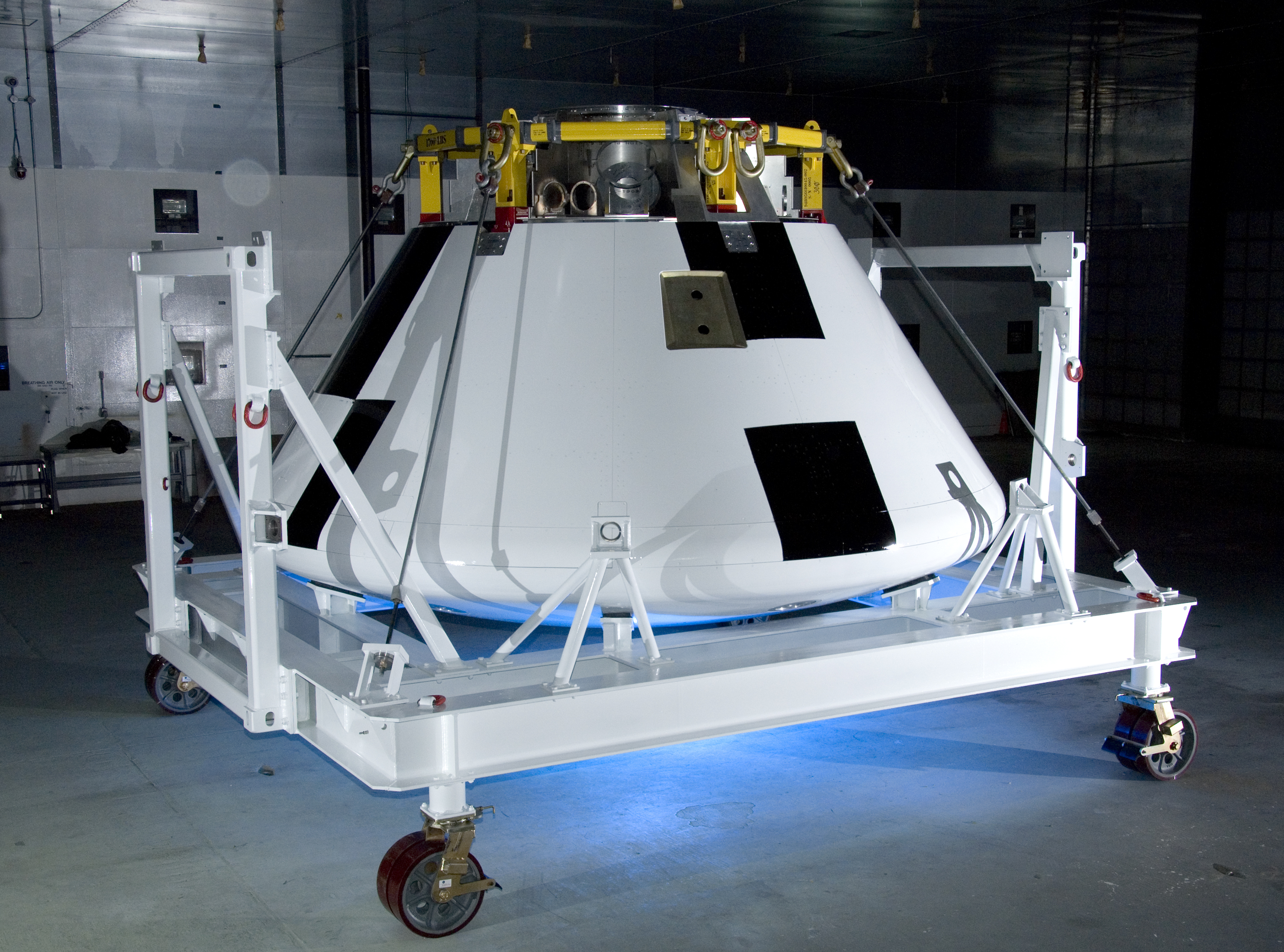

## 사용사례
- 델타 IV 헤비 테스트
- 오리온
- 머큐리-레드스톤 4호
- 제미니 1호
- 팰컨 헤비

## 같이 보기
- 머큐리 계획
- 제미니 계획
- 패스파인더 우주왕복선